# La Carlota (España)
La Carlota es un municipio español de la provincia de Córdoba, comunidad autónoma de Andalucía. En el año 2022 cuenta con 14 228 habitantes. Su extensión superficial es de 78,97 km² y tiene una densidad de 180,16 hab./km². Se encuentra situada a una altitud de 228 m sobre el nivel del mar y a 30 kilómetros de la capital de provincia.

## Escudo
Cortado: 1º de azur, la cifra del Rey Carlos III de oro (C III), 2º de plata, tres árboles de sinople puestos en faja.

## Geografía
Debido a la historia de su fundación la población se halla repartida en once distritos o núcleos: el propio de la cabecera del municipio de La Carlota y diez departamentos. Estos departamentos son:
- Primer departamento: La Paz
- Segundo departamento: Los Algarbes
- Tercer departamento: Monte Alto (Córdoba)
- Cuarto departamento: El Arrecife
- Quinto departamento: El Garabato
- Sexto departamento: La Chica Carlota
- Séptimo departamento: Las Pinedas
- Octavo departamento: El Rinconcillo
- Noveno departamento: Fuencubierta
- Décimo departamento: Aldea Quintana

La Carlota está integrado en la comarca Valle Medio del Guadalquivir, en plena campiña cordobesa, situándose a 30 km al suroeste de la capital provincial. El término municipal está atravesado por la autovía del Sur (A-4) entre los pK 425-435 y 437-441, así como por la antigua carretera N-IV y las carreteras autonómicas A-379, que permite la comunicación con Santaella, y la A-445, que se dirige hacia Posadas.
El relieve se caracteriza por la presencia de lomas continuas sin pendientes extremas que en época de lluvias tiende a estancarse. La altitud oscila entre los 249 m al sureste y los 128 m a orillas del arroyo del Garabato, al noroeste. El núcleo urbano se alza a 216 m sobre el nivel del mar.
La climatología es la propia de la zona: precipitaciones anuales un poco superiores a los 600 mm y temperaturas muy altas en verano y semifrías en invierno. Destaca la aridez de la zona y el déficit anual en el balance hidrográfico.
La Carlota limita con los siguientes municipios:
| Noroeste: Guadalcázar     | Norte: La Rambla (exclaves) y Guadalcázar | Noreste: Córdoba y La Victoria                       |
| Oeste: Écija (Sevilla)    |                                           | Este: La Victoria y San Sebastián de los Ballesteros |
| Suroeste: Écija (Sevilla) | Sur: Santaella y La Guijarrosa            | Sureste: La Rambla y Santaella                       |

## Historia
La Carlota fue fundada en 1767 debido al interés del rey Carlos III por colonizar algunas zonas despobladas del valle del Guadalquivir y Sierra Morena (véase Colonización de Sierra Morena y Andalucía). El marco legal para llevar a cabo esta empresa colonizadora lo constituyó el Fuero de las Nuevas Poblaciones de Andalucía, que estableció tres grandes zonas de colonización cuyas cabeceras serían La Carolina (Jaén), La Carlota (Córdoba) y La Luisiana (Sevilla). El objetivo de esta colonización fue doble: por una parte proteger el tránsito de diligencias poblando estas zonas que servían de refugio al bandolerismo, y por otra poner en explotación grandes zonas improductivas hasta entonces. El proyecto fue impulsado por dos grandes ilustrados: Campomanes y Pablo de Olavide, quien fue comisionado para llevar a cabo la colonización.
El reclutamiento de colonos que habitasen estas tierras le fue encargado al aventurero Juan Gaspar de Thurriegel, que llevó a España cerca de 6000 colonos católicos alemanes y flamencos, además de algunos catalanes y valencianos. Tal es el motivo de que aún subsistan apellidos y rasgos étnicos centroeuropeos entre sus habitantes. De aquellos 6000 colonos se establecieron en la Carlota aproximadamente 1600.
A la influencia francesa y de la Ilustración se debe el que administrativamente el municipio se dividiese en "departamentos", y no en aldeas, y que la Real Carlota fuese no solo la cabecera de su actual municipio, sino también capital de las colonias occidentales, que comprendían San Sebastián de los Ballesteros, Fuente Palmera y La Luisiana. Por el mismo motivo el urbanismo de La Carlota es ortogonal, con calles que se cruzan perpendicularmente y dan lugar a manzanas regulares, que se extienden a ambos lados del Camino Real (luego carretera nacional IV) que llevaba desde Cádiz a Madrid.
En junio de 1885 se abrió al tráfico el tramo Écija-La Carlota de la prevista línea Marchena-Valchillón, lo que supuso la llegada del ferrocarril al municipio carloteño, que contó con una estación de ferrocarril. El resto del trazado se completó en 1885, permitiendo que La Carlota quedase conectada con el resto de la red ferroviaria española. Esto facilitó considerablemente el movimiento de personas y mercancías hacia Córdoba. La línea férrea se mantuvo en servicio hasta su clausura en 1971.
Entre sus lugareños ilustres se encuentran los escritores Juan Bernier y Ricardo Crespo y el futbolista Pablo Navas Alors.

## Economía
La actividad económica preponderante es la agrícola y los productos tradicionales: cereales de secano, olivar, viña, girasol, remolacha y algodón, encontrándose esta actividad muy favorecida por su situación geográfica entre dos localidades importantes (Córdoba y Écija) y entre otros centros menores.

### Evolución de la deuda viva municipal
| Gráfica de evolución de Deuda viva del Ayuntamiento de Carlota (La) entre 2008 y 2019                                |
| |
| Deuda viva del Ayuntamiento de Carlota (La) en miles de Euros según datos del Ministerio de Hacienda y Ad. Públicas. |

## Demografía
La Carlota cuenta con una población de 14 381 habitantes (INE 2024).
| Gráfica de evolución demográfica de La Carlota entre 1842 y 2021                                                    |
| |
| Población de derecho según los censos de población del INE Población de hecho según los censos de población del INE |

## Monumentos y lugares de interés

### Patrimonio Histórico Andaluz
- Ver catálogo

### Monumentos y lugares de Interés

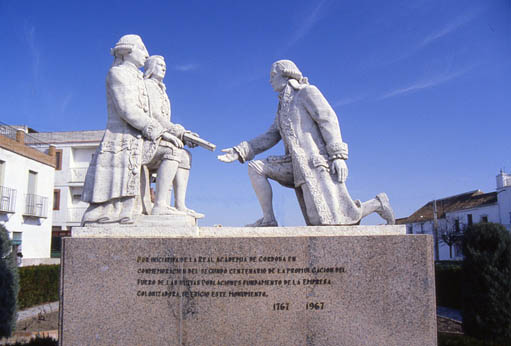
Monumento conmemorativo de la fundación

- Real Posada o Real Casa de Postas, del siglo XVIII (actualmente, abril de 2017, en rehabilitación). De tipología neoclásica en conjunción con elementos de tradición barroca, fue concebido como establecimiento de hospedaje para el servicio de viajeros y comerciantes y animales necesarios para la carga y transporte de mercancías. Es una construcción de gran amplitud, racionalmente organizada y funcional aunque con prestancia y calidad de ejecución como requería una fundación real.

Exteriormente se ofrece una fábrica de ladrillo visto, de dos plantas de altura, con vanos rectangulares en la baja, balcones con arcos en la alta y cornisa con apoyo de ménsulas bajo el tejado. En el centro de la fachada principal, la portada es un cuerpo de mayor elevación, que se abre, en la planta baja, por un gran arco carpanel con la rosca ligeramente rehundida flanqueado por pilastras con baquetones. Un entablamento con friso liso y cornisa con filete denticulado sirve de apoyo a la planta alta donde se sitúa un balcón. Traspasada la portada principal se abre un patio alargado que conecta con la portada trasera, ésta de sencillo arquitrabe de fábrica de ladrillo, con ventana superior originariamente abocinada y rematada en arco rebajado.
- Parroquia de la Inmaculada Concepción, del siglo XVIII. Estilo Barroco sevillano.

Este edificio se comenzó a construir en 1769, no concluyéndose hasta diez años después. Aun así, quedaron pendientes entonces el pórtico y la sacristía; en cuanto al primero, se edificaría entre 1785 y 1788, mientras que la segunda no se concluiría hasta el siglo XX.
Posee una planta rectangular distribuida en tres naves, siendo más ancha la central que las laterales. Las naves se marcan en alzados por arcadas de medio punto sobre columnas con pedestales, elevándose su altura con la inclusión de un fragmento de entablamento que monta encima de los capiteles. Como cubiertas se emplean bóvedas de medio cañón con lunetos para la nave central y a menor altura bóvedas de aristas para las laterales.
La fachada, situada a los pies, está compuesta de pórtico y dos torres gemelas sobre él. El pórtico consta de tres arcos de medio punto sobre pilares. Sus enjutas se aprovecharon para albergar dos hornacinas también de ladrillo, que actualmente albergan sendas esculturas de San Pedro y San Pablo; realizadas en piedra artificial por Miguel Arjona Navarro en 1968.
- Casa de la Intendencia del siglo XVIII, Monumental edificio con patio central columnado, que actualmente es sede del Ayuntamiento.
- Plaza de Abastos (Antiguo Cuartel) es del siglo XVIII.
- Varias fuentes carolinas.
- Portada o Puerta del Cementerio Municipal.  Interesante portada de finales del siglo XVIII, la más antigua de los cementerios de la provincia de Córdoba.
- Museo arqueológico y etnográfico municipal.  Está situado en el edificio de la antigua cárcel (s. XVIII). Posee una interesante colección de piezas desde la prehistoria, época romana, árabe, y sobre todo se centra en la creación del municipio por Carlos III, de donde procedían los colonos, sus tradiciones, apellidos, ropas, utensilios, etc.
- Cementerio de La Carlota (uno de los más antiguos de la provincia de Córdoba).
- Molino del Rey. Molino dieciochesco, Hoy acoge dependencias municipales.
- Antiguo Pósito. Las instalaciones de la parte superior presentan un estado ruinoso. En la planta baja tiene su sede una oficina de la Guardia Civil. Servía en origen como lugar de almacenamiento de cosechas.
- Casas fundacionales de la colonia. Existen aún unas cuantas en malas condiciones de conservación por la dejadez social e institucional.
- Monumento a los huevos pintados. Tradición traída por los colonos europeos. Inaugurado en 2024 en el paseo.

## Fiestas
- Cabalgata de los Reyes Magos, el 5 de enero.
- La Candelaria, el 1 y 2 de febrero.
- Día de Andalucía, 28 de febrero.
- Feria del libro, 24 de abril.
- Fiesta del día de la Cruz, feria y fiestas de Aldea Quintana. Décimo Departamento (recomendada, todas las ferias de la zona comienzan con ésta), el 3 de mayo.
- Romería de San Isidro, el 15 de mayo.
- San Pedro y San Pablo (feria y fiestas de Montealto), el 29 de junio.
- Feria y fiestas de la Paz, el 1 de julio (coincide con el primer fin de semana de julio).
- Día de la Colonización, el 5 de julio.
- Mercado Colono local, segundo fin de semana de julio.
- Feria y fiesta de Los Algarbes, el 16 de julio.
- Santiago Apóstol, feria y fiestas de El Garabato, el 25 de julio.
- Día de la virgen de los Ángeles, feria y fiestas de Las Pinedas, el 2 de agosto.
- Virgen del Tránsito y virgen de Agosto, feria y fiestas de La Chica Carlota y El Rinconcillo respectivamente, el 15 de agosto.
- Verbena del Emigrante, el 28 de agosto.
- Feria y fiestas de la Fuencubierta, el 30 de agosto.
- Fiestas del Santísimo Cristo de la Misercordia, del 14 al 17 de septiembre.
- Fiesta de la virgen del Rosario, el 7 de octubre.
- Día de la Constitución, el 6 de diciembre.
- Novena de la Inmaculada Concepción Patrona de la Carlota 8 de diciembre